# Andy Irvine
'Andrew Robertson "Andy" Irvine MBE (Edimburg, 16 de setembre de 1951) és un ex-jugador de rugbi escocès i ex-president de la Unió Escocesa de Rugbi. Al llarg de la seva carrera va disputar 50 partits amb la selecció escocesa, amb la que va anotar 250 punts.

## Biografia
Irvine va néixer a Edimburg el 16 de setembre de 1951, i fou educar a la George Heriot's School de la capital escocesa. Posteriorment estudiaria a la Universitat d'Edimburg. Després de graduar-se va seguir la carrera de topografia noliejat. També va treballar a Jones Lang LaSalle.
En un principi Andy Irvine va jugar amb el Heriot's Rugby Club. Com a darrere, Irvine va disputar un total de 51 partits amb la selecció escocesa entre els anys 1972 i 1982, en els quals va aconseguir anotar deu assaigs. La seva primera participació amb Escòcia fou el desembre de 1972 contra Nova Zelanda.
També fou convocat per jugar amb els British and Irish Lions els anys 1974, 1977 i 1980, a més de amb els Barbarians, per disputar una gira el 1976. En la gira realitzada el 1974 amb els Lions, a Sud-àfrica, Irvine va adoptar moltes de les tàctiques utilitzades per la selecció sud-africana, tot i que JPR Williams fou el titular en aquells partits, limitant la participació d'Irvine en només dos partits.
Irvine competeix amb Gavin Hastings pel títol de millor darrere de la història d'Escòcia, gràcies a les seves arrancades des de la part posterior de la marca. Moltes enquestes han mostrat a Irvine com el millor jugador escocès de tots els temps , i generalment és considerat  com un dels millors, si no el millor, darrere atacant de la seva època. La seva presència a la línia sovint distreia als defenses fins i tot quan no tenia la possessió.
Fou un dels inductors del Saló de la Fama Escocès dels Esports, així com del Saló de la Fama del Rugbi Internacional.
Irvine es va convertí en president de la Unió Escocesa de Rugbi el 2005. Posteriorment va anunciar la seva intenció de no mantenir-se en el càrrec per una nova legislatura el març del 2006.
Irvine és també el director de la Fundació Bill McLaren, juntament amb John Rutherford.